# Distrito de Arévalo
Arévalo, también conocido como Villa Arévalo (Distrito sang Arevalo), es uno de los seis distritos en que se divide administrativamente la ciudad filipina de Iloílo.  
Iloílo es la capital de la provincia del mismo nombre de la que, sin embargo, no forma parte. Es el centro regional y el primer foco económico de la región Bisayas Occidentales y el centro del Gran Iloílo-Guimarás.

## Geografía

### Barangayes
El distrito de Arévalo se divide administrativamente en 12 barangayes, todos de carácter urbano.
- Calaparán
- Dulunán
- Mohon
- Quezón
- San José
- Santa Cruz
- Santa Molanida
- Santa Filomina
- Santo Domingo
- Santo Niño del Norte
- Santo Niño del Sur
- Sooc
- Yulo Drive

## Patrimonio

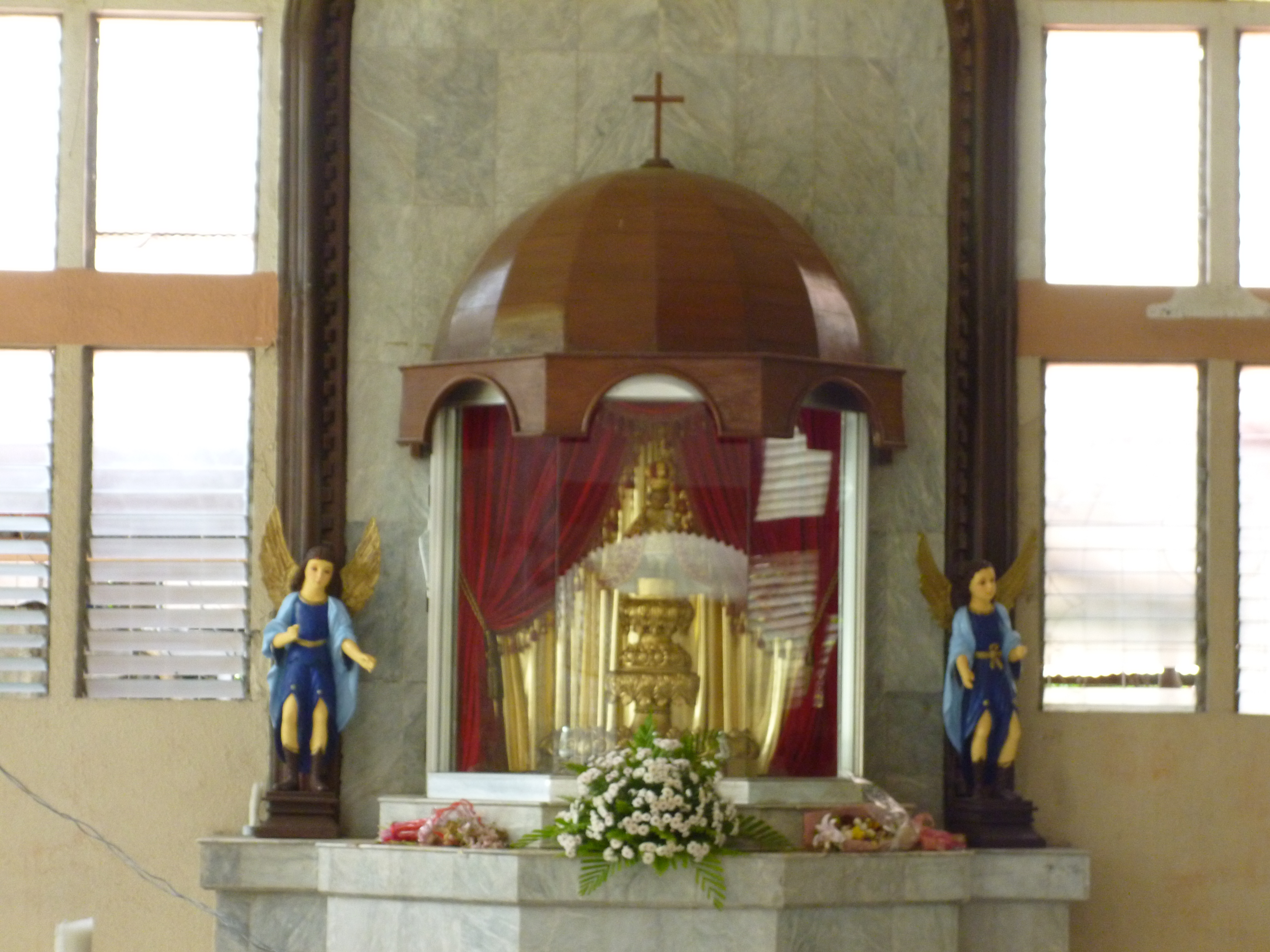
El Infante Jesús.

En su iglesia parroquial católica se venera la imagen del Santo Niño, conocido cariñodamente como el Infante Jesús.

## Economía
Distrito residencial, Arévalo es conocida como la "Flower Capital of Iloilo", destacando sus playas.

## Historia
Fundada por el general español y Gobernador vitalicio de Filipinas Gonzalo Ronquillo de Peñalosa como La Villa Rica de Arévalo en el año 1581. La Alcaldía de  Panay fue evangelizada por los frailes agustinos.
En el año 1937 por el crecimiento urbano fue anexionada a la ciudad de Iloílo, al igual que la localidad de Molo y la ciudad de Jaro, sede episcopal.